# Sancho de Alquiza
Sancho de Alquiza Gamboa, bautizado el 31-03-1567 en Fuenterrabía, (Guipúzcoa), fallecido el 06-06-1619 en Cuba, fue un marino y militar español que ocupó el cargo de gobernador de Venezuela, la Guayana y Cuba desde 1606 hasta el día de su muerte.

## Biografía
Nacido en Fuenterrabía, (Guipúzcoa), se sabe que Sancho de Alquiza se dedicó durante mucho tiempo a la persecución de piratas y contrabandistas, oficio que lo hizo adquirir una gran notoriedad en su época. Sin embargo, su mayor reconocimiento lo obtuvo en 1606, tras descubrir la ejecución de un contrabando producido por ingleses y holandeses en la costa de la América española. Debido a su aviso a la corona española del contrabando descubierto, el Consejo de Castilla lo premia con la entrega del título de capitán de galeones, confiándole, además, una nave. De esta forma, Alquiza obtiene eventualmente el grado de capitán. Esto origina que el Consejo de Indias decida proponerlo al rey como gobernador de la Provincia de Venezuela, comenzando su mandado en Santiago de León de Caracas desde 1606.
Considerado un gobernante "duro", encarceló a gente que no pagaba sus impuestos y que estaba vinculada al contrabando, incluyendo a gente de clase alta. El encarcelamiento, sin embargo, se cumplía en la casa del gobernador, ya que la cárcel en estos momentos, en realidad, aún no existía. También cobró enormes tributos a los encomenderos que no habían confirmado sus títulos de propiedad. Por otra parte, el 20 de julio de 1606, tras hacer ahorcar a una persona que comerció con piratas, pidió al rey que este perdonara a todas las personas que habían ejercido dicho comercio, ya que, según él, si no les tendía su perdón, toda la población residente en Caracas podía abandonar la ciudad. Sin embargo, su política, que aumentaba el dinero a pagar en tributos por parte de la clase baja, ya estaba provocando una notable emigración desde Caracas. El perdón se concedió en 1607. Alquiza también creó un impuesto para negros y mestizos. En 1611, terminó su gobierno en la provincia de Venezuela y abandonó Caracas.
En 1612 el Consejo de Indias lo envió a Guayana y a la isla de Trinidad (colonias que en estos momentos pertenecían aún a España) para ejercer una inspección en las mismas, debido al conocimiento de una denuncia contra el gobernador Fernando de Berrio por comercio ilegal con ingleses y holandeses. Berrio es sustituido por Alquiza que ejerce como gobernador interino hasta 1613 y luego se traslada a Cuba. En 1616 asume como gobernador de la isla e impulsó notablemente la industria agrícola. Así, fundó una hacienda en la parte occidental de La Habana, a la que le puso su nombre. Fue también él quien introdujo el café en Cuba y quien promovió el cultivo de caña de azúcar y de la importación de esclavos.
Murió el 6 de junio de 1619, siendo sustituido por el gobernador interino Jerónimo de Quero.

## Legado
- Su nombre también fue incorporado a un partido y a un pueblo de Cuba.[1]
- Su casa fue transformada en una cárcel.[2]